# Jakub Derc

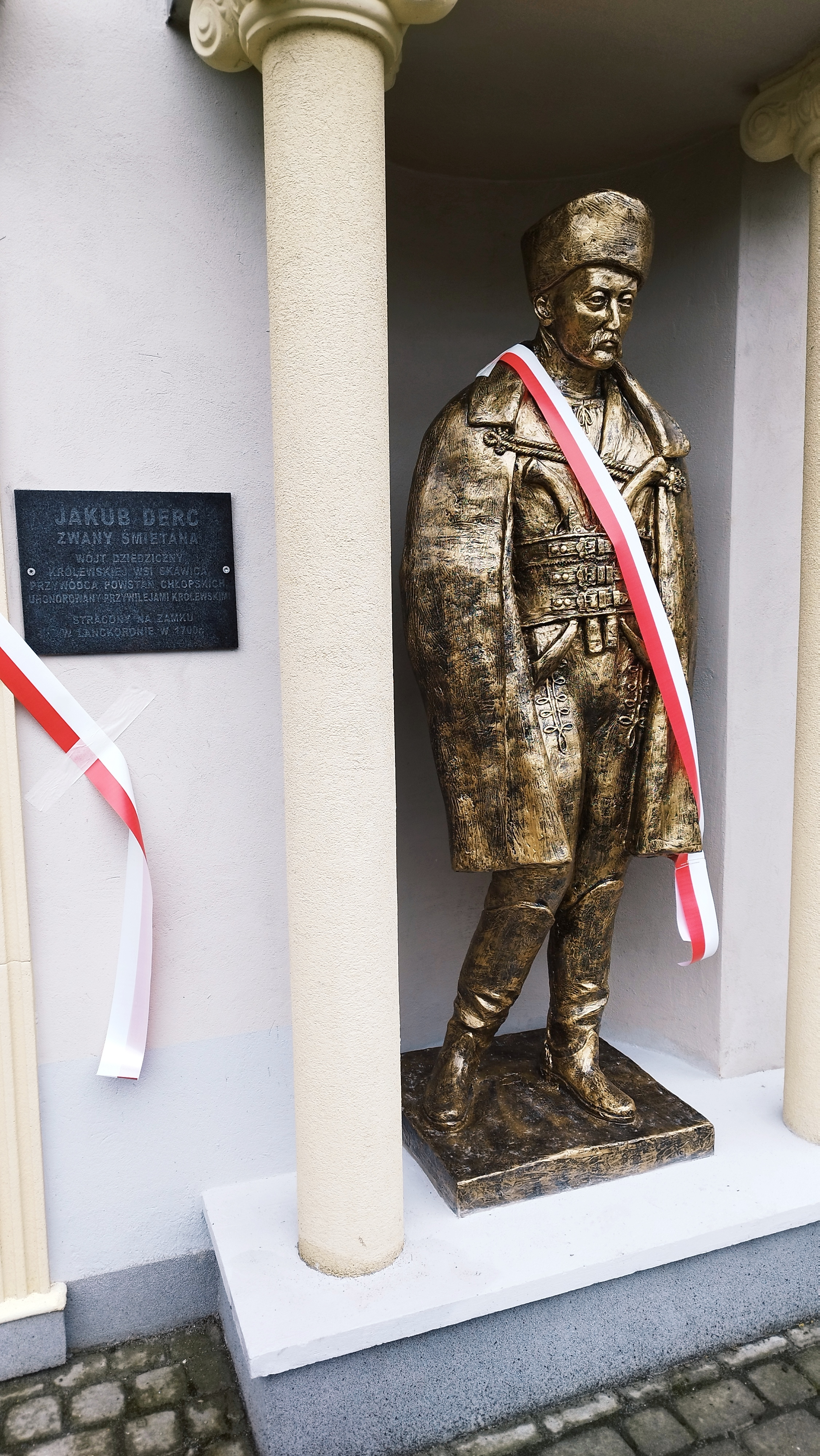
Pomnik Jakuba Derca w Skawicy

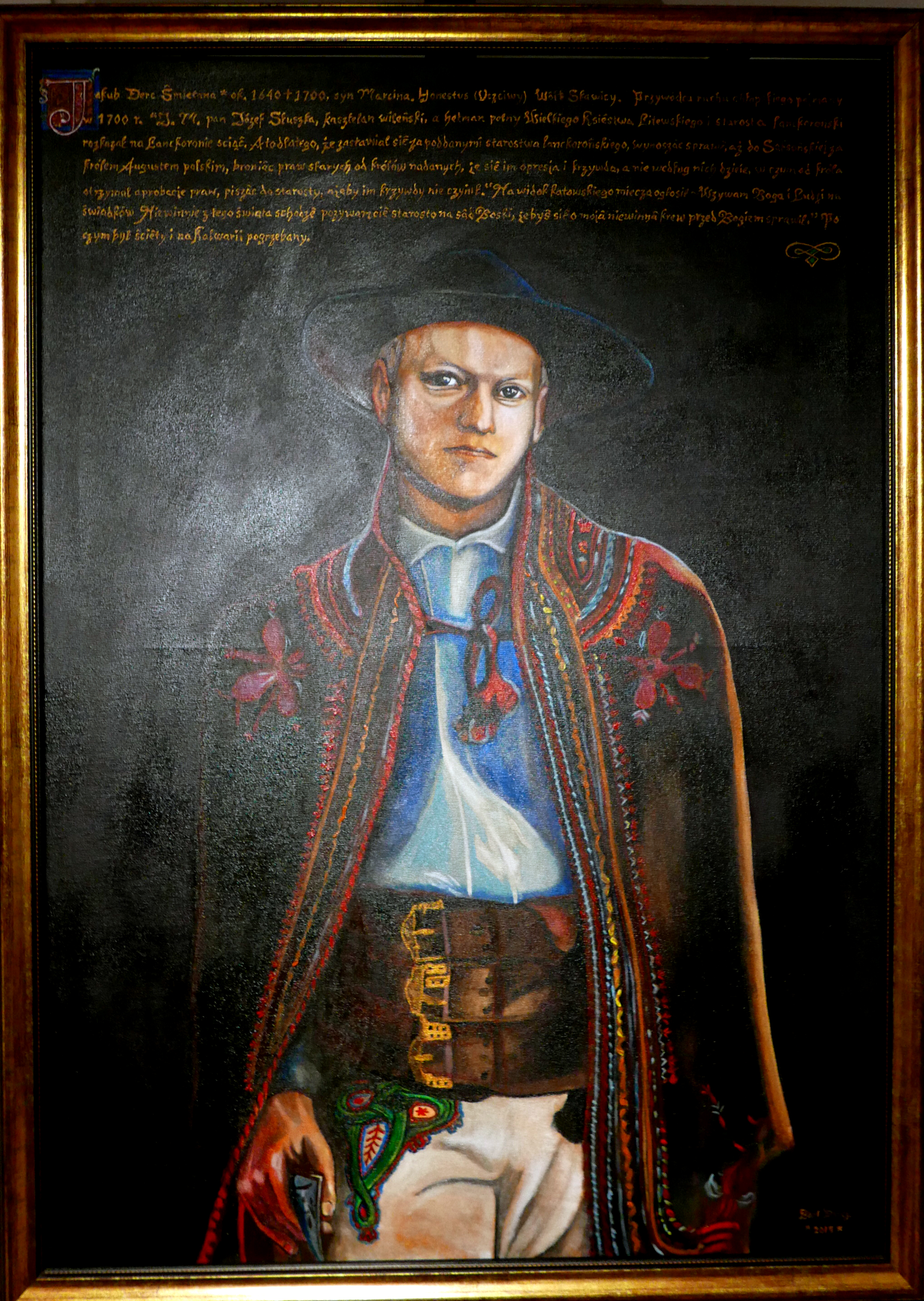
Jakub Derc w stroju babiogórskim

Jakub Derc zwany Śmietana (ur. ok. 1640, zm. 1700 w Lanckoronie), syn Marcina – najbardziej znany przywódca walczący o prawa chłopskie górali w starostwie lanckorońskim, wójt Skawicy.
Protoplasta Derców był założycielem wsi Skawica. Przodkowie Jakuba Derca posiadali przywileje starosty lanckorońskiego Michała Zebrzydowskiego, które pozwalały im uniknąć wywłaszczenia. Utrzymali swoje prawa aż do I rozbioru Polski. 

## Życie i działalność
W czasie swojej publicznej działalności Jakub Derc pełnił funkcję wójta w Skawicy pod Babią Górą, gdzie miał swoje gospodarstwo, piłę tartaczną, młyn i browar. Część Skawicy, w której mieszkał, wchodzi dziś w obręb wsi Zawoja. XVII wiek to okres dużego nasilenia ucisku klasowego i ruchów chłopskich na terenie Małopolski. Ówczesny starosta lanckoroński Józef Bogusław Słuszka zarządził dodatkowy podatek od chłopów oraz świadczenia na rzecz wojska, co doprowadziło do protestów chłopskich.
Na czele akcji w starostwie lanckorońskim stanął wójt ze Skawicy Jakub Śmietana. Ówczesny świadek, Andrzej Komoniecki pisał o nim: „był to człowiek dosyć dostatni i nauczony”. Nosił się dumnie, co zwracało powszechną uwagę, a późniejszy akt oskarżenia stwierdzał: „Śmietana, gdy kędy jedzie przypasuje się do szabli i pistolety z sobą wozi, góralów 12 i więcej przy sobie prowadzi, którzy mu w drodze asystują i usługują". Jakub Śmietana występował przeciw płaceniu danin i pracy na rzecz zamku lanckorońskiego. Organizował tajne narady przywódców chłopskich, którymi głównie byli wójtowie gromadzcy. Jakuba bezskutecznie usiłowano poskromić represjami gospodarczymi i konfiskatą inwentarza. Oddziały wojskowe niszczyły dobytek mieszkańców wsi, zabierały pieniądze, chwytały i karały ludzi. Sytuacja stała się tak napięta, że w grudniu 1699 roku Śmietana udał się po pomoc do króla Augusta II pokonując ok. 500 km drogi z Zawoi do Drezna. Król potwierdził dawne glejty i wydał nowy, w którym zakazał krzywdzenia poddanych, oraz nakazał wypuścić część uczestników buntu z więzienia i zwrócić mienie Jakubowi Dercowi. Dokument królewski nosił datę 25 grudnia 1699 r. Wkrótce u króla pojawił się przedstawiciel przeciwnego obozu, który 31 stycznia 1700 uzyskał nowe pismo, zaprzeczające poprzedniemu i ostro karcące poddanych lanckorońskich. Następne pół roku to okres podziemnego wrzenia, po którym ponownie doszło do wystąpień chłopskich. W proteście administratora i arendarzów z 13 VIII 1700 skarżono się na Jakuba Śmietanę, Macieja Worownika z Jachówki, Józefa Sarnę z Makowa, Tomasza Sarnę z Juszczyna i kilku innych, że chcieli zrzucić z siebie jarzmo poddaństwa, żyć wedle swojej woli i swojego sądu, że urządzali tajne nocne narady, że Śmietana innych podburzał do buntu i namawiał, aby nie płacić daniny, zabraniał odrabiać powinności zamkowe. Próbowano drogi perswazji, gdyż szlachta bała się Śmietany i nie chciała otwarcie przeciw niemu wystąpić.

## Pojmanie i śmierć
Według Andrzeja Komonieckiego Śmietana został pochwycony wskutek zdrady Józefa Sarny. W Aktach Grodzkich natomiast jest mowa o tym, że Sarnę namawiano do wydania Śmietany, czego on stanowczo odmówił.
Wyprawę przeciw Śmietanie kryjącemu się w lasach urządził administrator Strzeszewski. Pojmano go i wrzucono do więzienia w zamku lanckorońskim skąd nadal namawiał do buntu. 10 listopada 1700 r. Piotr Wolski, dworzanin Bogusława Słuszki wniósł ponowny protest przeciw Śmietanie i innym poddanym, którzy potajemnie się zbierali wbrew listom królewskim. Jakub Derc Śmietana został ścięty jesienią 1700 r. Pod rokiem 1700 w Dziejopisie żywieckim Andrzej Komoniecki notuje: Tegoż roku wielmożny J. M. pan Józef Słuszka, kasztelan wileński, a hetman polny Wielkiego Księstwa Litewskiego i starostwa lanckoroński, niejakiego Jakuba Śmietanę z Skawice rozkazał na Lanckoronie ściąć. A to dlatego, że zastawiał się za poddanymi starostwa lanckorońskiego, wynosząc sprawę, aż do Saksońskiej za królem Augustem polskim, broniąc praw starych od królów nadanych, że się im opresja i krzywda, a nie według nich dzieje, w czym od króla otrzymał aprobację praw, pisząc do starosty, ażeby im krzywdy nie czynił. Ostatnie słowa Jakuba brzmiały: „Wzywam Boga i Ludzi na świadków. Niewinnie z tego świata schodzę, pozywam cię starosto na sąd Boski, żebyś się o moją niewinną krew przed Bogiem sprawił.” Pochowano go na cmentarzu klasztornym w Kalwarii.

## Jakub Derc w legendzie
Wokół postaci Jakuba Śmietany Derca powstała legenda mówiąca o tym, że stale pokazywał się on staroście Słuszce. Po roku od ścięcia Jakuba, Słuszka na łożu śmierci wołał: „Jakub Śmietana przyszedł po mnie i muszę na sąd Boski stanąć.”